# Onda elastica
In fisica un'onda elastica è un particolare tipo di onda meccanica (che si propaga cioè in un mezzo materiale) in cui le caratteristiche fisiche del mezzo sono di tipo elastico e in cui sia verificata la legge di Hooke.

## Generalità
Un'onda può propagarsi in un mezzo materiale oppure nel vuoto: le onde meccaniche sono un esempio del primo caso, la radiazione elettromagnetica del secondo. Qui si parla di alcuni tipi di onde meccaniche riferite in particolare alle onde elastiche, cioè che si propagano in un mezzo elastico per cui sia verificata la legge di Hooke. La sollecitazione applicata in un punto dello spazio in cui si propaga l'onda produce un trasporto di energia da un punto all'altro dello spazio. Si definisce quindi onda elastica, la propagazione dell'energia elastica funzione delle coordinate spaziali e del tempo, che sfrutti le proprietà elastiche del mezzo in cui si propaga, pur senza trasporto di materia.
Il mezzo in cui l'onda si propaga deve essere lineare, omogeneo ed isotropo, perché valga la legge di Hooke. Qui di seguito si considererà l'onda in un mezzo illimitato e alcuni tipi di onde elastiche, che verificano l'equazione delle onde unidimensionale:
{\displaystyle 1)\ {\frac {\partial ^{2}f}{\partial x^{2}}}={\frac {1}{v^{2}}}{\frac {\partial ^{2}f}{\partial t^{2}}}}
dove {\displaystyle f({\vec {r}},t)} è la funzione rappresentativa dell'onda.

## Mezzo illimitato
Consideriamo un'onda che si propaga in un mezzo a seguito di una sollecitazione in un punto qualunque del mezzo stesso, essa produce in generale una deformazione elastica che si propaga. La sollecitazione in termini di sforzo normale è rappresentata dall'equazione:
{\displaystyle 2)\ {\frac {\partial {\vec {\sigma }}_{x}}{\partial x}}+{\frac {\partial {\vec {\sigma }}_{y}}{\partial y}}+{\frac {\partial {\vec {\sigma }}_{z}}{\partial z}}=\rho \cdot {\vec {a}}}
dove {\displaystyle \rho } è la densità del mezzo e {\displaystyle {\vec {a}}} l'accelerazione. Questa equazione è formata da tre equazioni scalari del tipo:
{\displaystyle 3)\ {\frac {\partial \sigma _{ij}}{\partial x}}+{\frac {\partial \sigma _{ij}}{\partial y}}+{\frac {\partial \sigma _{ij}}{\partial z}}=\rho \cdot {\frac {\partial ^{2}f_{i}}{\partial t^{2}}}}
dove {\displaystyle i,j=1,2,3}. La soluzione di questa equazione ci dà le componenti dello spostamento dell'onda. Questa equazione è di difficile soluzione ma si può di volta in volta semplificare e deve essere adattata a seconda del tipo di onda e di problema che ci troviamo ad affrontare.

## Onda longitudinale piana monodimensionale
Nel caso notevole di un'onda longitudinale piana che si propaga lungo l'asse z, la 3) ha le derivate parziali lungo x e y nulle e l'equazione si riduce a:
{\displaystyle 4)\ {\frac {\partial \sigma _{zz}}{\partial z}}=\rho \cdot {\frac {\partial ^{2}f_{z}}{\partial t^{2}}}}
dove ancora {\displaystyle f_{z}} rappresenta lo spostamento. Questa equazione prende la forma di equazione d'onda se esprimiamo le deformazioni in funzione dello sforzo normale {\displaystyle \sigma }. Dalle equazioni di deformazioni elastiche:
{\displaystyle 5)\ \sigma _{zz}={\frac {1-P}{P}}L\cdot \varepsilon _{zz}}
dove P è il coefficiente di Poisson e L è la costante di Lamé ed {\displaystyle \varepsilon _{zz}} è la corrispondente deformazione. Allora l'equazione d'onda diventa:
{\displaystyle 6)\ {\frac {\partial ^{2}f_{z}}{\partial z^{2}}}={\frac {\rho P}{L(1-P)}}\cdot {\frac {\partial ^{2}f_{z}}{\partial t^{2}}}}
dove allora
{\displaystyle 7)\ v={\sqrt {\frac {L(1-P)}{\rho P}}}}   dipende come preannunciato dal materiale.

### Onda longitudinale piana su una barra sottile
Un esempio di onda longitudinale piana unidimensionale è quello della barra sottile di materiale omogeneo ed isotropo: l'onda si propaga lungo la direzione z. Utilizzando la relazione 5) e vediamo che in questo caso abbiamo semplicemente una deformazione lungo z: {\displaystyle \varepsilon _{zz}} dovuta alla sollecitazione anch'essa nella direzione z: {\displaystyle \sigma _{zz}}:
{\displaystyle \sigma _{zz}=E\varepsilon _{zz}=E{\frac {\partial f_{z}}{\partial _{z}}}}
dove E è il modulo di Young. Allora la velocità di propagazione è:
{\displaystyle v={\sqrt {\frac {E}{\rho }}}}

## Onda trasversale piana monodimensionale
Nel caso di un'onda trasversale in un mezzo elastico omogeneo ed isotropo, lungo la direzione z, l'equazione d'onda 1) si riduce alle:
{\displaystyle 8)\ {\frac {\partial ^{2}f_{y}}{\partial z^{2}}}={\frac {\rho }{G}}\cdot {\frac {\partial ^{2}f_{y}}{\partial t^{2}}}}
{\displaystyle 9)\ {\frac {\partial ^{2}f_{x}}{\partial z^{2}}}={\frac {\rho }{G}}\cdot {\frac {\partial ^{2}f_{x}}{\partial t^{2}}}}
dove G è il modulo di scorrimento. Questo è chiaro dal fatto che la deformazione del mezzo ha due componenti trasversali alla direzione di propagazione z, due sforzi di taglio. Allora la velocità di propagazione è:
{\displaystyle 10)\ v={\sqrt {\frac {G}{\rho }}}}.

## Energia dell'onda elastica
Si può assumere, senza perdere in generalità, che la nostra onda sia armonica e unidimensionale cioè rappresentabile mediante una funzione del tipo:
{\displaystyle 11)\ f(z,t)=A\cos(kz-\omega t)}
dove abbiamo posto per semplicità la fase iniziale uguale a zero. Vogliamo determinare la densità di energia meccanica contenuta nel volume infinitesimo del mezzo investito dall'onda elastica. A tale scopo possiamo calcolare l'energia cinetica e potenziale infinitesima e sommarla e ciò si può fare direttamente dall'equazione d'onda, avendo riconosciuto che f rappresenta uno spostamento:
{\displaystyle {\frac {1}{2}}\rho \left({\frac {\partial f}{\partial t}}\right)^{2}+{\frac {1}{2}}E\left({\frac {\partial f}{\partial z}}\right)^{2}={\frac {1}{2}}\rho \left[A^{2}\omega ^{2}\sin ^{2}(kz-\omega t)+v^{2}A^{2}k^{2}\sin ^{2}(kz-\omega t)\right]}
Mettendo in evidenza si ottiene la densità di energia è:
{\displaystyle 12)\ w=\rho A^{2}\omega ^{2}\sin ^{2}(kz-\omega t)}
dove abbiamo usato il modulo di Young E.
Chiamiamo densità di energia dell'onda elastica associata ad un'onda armonica il valore medio della 12):
{\displaystyle {\bar {w}}={\frac {\rho \omega ^{2}A^{2}}{2}}}
che si misura ovviamente in {\displaystyle \left[{\frac {J}{m^{3}}}\right]}. Possiamo ora definire l'intensità dell'onda la quantità:
{\displaystyle I=w\cdot V}
dove V è il volume investito dall'onda; con un valore medio:
{\displaystyle {\bar {I}}={\frac {\rho v\omega ^{2}A^{2}}{2}}}
dalla quale si vede che se l'ampiezza A dell'onda è costante, l'onda trasmette un'intensità costante.